# شرکت اتحادیه
شرکت اتحادیه در ۱۳۱۵ خورشیدی تأسیس شد. برای نخستین بار، تجار بزرگ ایران، با مشارکت یکدیگر، شرکتی تأسیس کردند که بتواند با بانک شاهنشاهی و استقراضی رقابت کند. جایگاه اصلی آن در تبریز، و نوع فعالیتش عملیات بانکی با سرمایه یکصد هزار تومان بود و موسسان آن مرتضی صراف و مهدی کوزه‌کنانی بودند.